# Draft de la NBA Development League de 2009
El Draft de la NBA Development League de 2009 se celebró el día 5 de noviembre de 2009. Constó de ocho rondas.

## Selecciones del draft
| PG | Base | SG | Escolta | SF | Alero | PF | Ala Pívot | C | Pívot |

| ^ | Denota jugador que ha sido seleccionado para un NBA Development League All-Star Game(s)                                         |
| * | Denota jugador que ha sido seleccionado para un NBA Development League All-Star Game(s) y también elegido en el Draft de la NBA |
| † | Denota jugador elegido también en el Draft de la NBA                                                                            |

### Primera ronda
| Pick | Jugador             | Pos. | Nacionalidad   | Equipo                   | Universidad / Club  |
| ---- | ------------------- | ---- | -------------- | ------------------------ | ------------------- |
| 1    | Carlos Powell^      | F    | Estados Unidos | Albuquerque Thunderbirds | South Carolina      |
| 2    | Donell Taylor       | G/F  | Estados Unidos | Erie BayHawks            | UAB                 |
| 3    | Deron Washington†   | F    | Estados Unidos | Los Angeles D-Fenders    | Virginia Tech       |
| 4    | Amara Sy            | F    | Mali/ Francia  | Bakersfield Jam          | —                   |
| 5    | Garret Siler        | C    | Estados Unidos | Utah Flash               | Augusta State       |
| 6    | Alonzo Gee^         | F    | Estados Unidos | Austin Toros             | Alabama             |
| 7    | Desmon Farmer^      | G    | Estados Unidos | Reno Bighorns            | Southern California |
| 8    | Paul Harris         | F    | Estados Unidos | Maine Red Claws          | Syracuse            |
| 9    | Rashad Anderson     | G/F  | Estados Unidos | Iowa Energy              | Connecticut         |
| 10   | Alade Aminu^        | F/C  | Estados Unidos | Fort Wayne Mad Ants      | Georgia Tech        |
| 11   | Curtis Withers      | F    | Estados Unidos | Dakota Wizards           | UNC Charlotte       |
| 12   | Antonio Anderson^   | G    | Estados Unidos | Rio Grande Valley Vipers | Memphis             |
| 13   | Raymond Sykes       | F    | Estados Unidos | Sioux Falls Skyforce     | Clemson             |
| 14   | JamesOn Curry†      | G    | Estados Unidos | Springfield Armor        | Oklahoma State      |
| 15   | Sundiata Gaines^    | G    | Estados Unidos | Idaho Stampede           | Georgia             |
| 16   | Latavious Williams† | F    | Estados Unidos | Tulsa 66ers              | —                   |

### Segunda ronda
| Pick | Jugador           | Pos. | Nacionalidad   | Equipo                   | Universidad / Club  |
| ---- | ----------------- | ---- | -------------- | ------------------------ | ------------------- |
| 17   | Mustafa Shakur^   | G    | Estados Unidos | Tulsa 66ers              | Arizona             |
| 18   | Dar Tucker        | G    | Estados Unidos | Idaho Stampede           | DePaul              |
| 19   | Major Wingate     | C    | Estados Unidos | Springfield Armor        | Tennessee           |
| 20   | Pete Campbell     | F    | Estados Unidos | Sioux Falls Skyforce     | Butler              |
| 21   | Jonathan Wallace  | G    | Estados Unidos | Rio Grande Valley Vipers | Georgetown          |
| 22   | Doug Thomas       | F    | Estados Unidos | Dakota Wizards           | Iowa                |
| 23   | Frank Tolbert     | G/F  | Estados Unidos | Fort Wayne Mad Ants      | Auburn              |
| 24   | Pat Carroll       | G    | Estados Unidos | Iowa Energy              | Saint Joseph's      |
| 25   | Darnell Lazare^   | F    | Estados Unidos | Maine Red Claws          | LSU                 |
| 26   | Haminn Quaintance | F    | Estados Unidos | Reno Bighorns            | Kent State          |
| 27   | Russell Carter    | G    | Estados Unidos | Austin Toros             | Notre Dame          |
| 28   | Orien Greene*     | G    | Estados Unidos | Utah Flash               | Louisiana–Lafayette |

### Tercera ronda
| Pick | Jugador          | Pos. | Nacionalidad   | Equipo                   | Universidad / Club   |
| ---- | ---------------- | ---- | -------------- | ------------------------ | -------------------- |
| 33   | Erek Hansen      | C    | Estados Unidos | Albuquerque Thunderbirds | Iowa                 |
| 34   | Martin Zeno      | G    | Estados Unidos | Erie BayHawks            | Texas Tech           |
| 35   | Jeremy Wise      | G    | Estados Unidos | Los Angeles D-Fenders    | Southern Mississippi |
| 36   | Anthony Goods    | G    | Estados Unidos | Bakersfield Jam          | Stanford             |
| 37   | Kevin Goffney    | F    | Estados Unidos | Utah Flash               | Chattanooga          |
| 38   | Lewis Clinch     | G    | Estados Unidos | Austin Toros             | Georgia Tech         |
| 39   | Chris Lowe       | G    | Estados Unidos | Reno Bighorns            | Massachusetts        |
| 40   | Frank Young      | G/F  | Estados Unidos | Maine Red Claws          | West Virginia        |
| 41   | Sean Barnette    | G/F  | Estados Unidos | Iowa Energy              | Wingate              |
| 42   | Jamelle Cornley  | F    | Estados Unidos | Fort Wayne Mad Ants      | Penn State           |
| 43   | Marcus Dove      | F    | Estados Unidos | Dakota Wizards           | Oklahoma State       |
| 44   | Jamarcus Ellis   | G    | Estados Unidos | Rio Grande Valley Vipers | Indiana              |
| 45   | Reggie Williams^ | F    | Estados Unidos | Sioux Falls Skyforce     | VMI                  |
| 46   | James Cripe      | C    | Estados Unidos | Springfield Armor        | Northern Kentucky    |
| 47   | Delonte Holland  | F    | Estados Unidos | Idaho Stampede           | DePaul               |
| 48   | Cecil Brown      | G    | Estados Unidos | Tulsa 66ers              | Santa Barbara        |

### Cuarta ronda
| Pick | Jugador           | Pos. | Nacionalidad   | Equipo                   | Universidad / Club |
| ---- | ----------------- | ---- | -------------- | ------------------------ | ------------------ |
| 49   | Jeral Davis       | C    | Estados Unidos | Tulsa 66ers              | Talladega          |
| 50   | T. J. Cummings    | F    | Estados Unidos | Idaho Stampede           | UCLA               |
| 51   | Craig Austrie     | G    | Estados Unidos | Springfield Armor        | Connecticut        |
| 52   | Leemire Goldwire  | G    | Estados Unidos | Sioux Falls Skyforce     | UNC Charlotte      |
| 53   | Mickell Gladness  | F/C  | Estados Unidos | Rio Grande Valley Vipers | Alabama A&M        |
| 54   | D'Lancy Carter    | C    | Estados Unidos | Dakota Wizards           | St. Bonaventure    |
| 55   | Booker Woodfox    | G    | Estados Unidos | Fort Wayne Mad Ants      | Creighton          |
| 56   | Carl Mitchell     | F    | Estados Unidos | Iowa Energy              | Jarvis Christian   |
| 57   | Gary Ervin        | G    | Estados Unidos | Maine Red Claws          | Arkansas           |
| 58   | Louis Graham      | F    | Estados Unidos | Reno Bighorns            | Georgia Southern   |
| 59   | Ira Brown         | F    | Estados Unidos | Austin Toros             | Gonzaga            |
| 60   | Jason Richards    | G    | Estados Unidos | Utah Flash               | Davidson           |
| 61   | Jared Newsom      | G/F  | Estados Unidos | Bakersfield Jam          | Tennessee–Martin   |
| 62   | Christopher Hayes | F    | Estados Unidos | Los Angeles D-Fenders    | Detroit            |
| 63   | Derrick Mercer    | G    | Estados Unidos | Erie BayHawks            | American           |
| 64   | Yaroslav Korolev† | G/F  | Rusia          | Albuquerque Thunderbirds | —                  |